# 10スクール
10スクール（テンスクール）とは、アメリカ合衆国における中等教育の有名進学校の総称である。
本来、アメリカ合衆国北東部において、歴史的起源が古く、学術的権威があり、入学が難関であるエリート志向の名門ボーディングスクール（寄宿制私立中等教育機関）10校のことを The Ten Schools（ザ・テン・スクールズ）と呼んでいる。

## アメリカ合衆国内「The Ten Schools」
- フィリップス・アカデミー（1778年創設、アメリカ合衆国マサチューセッツ州）
- フィリップス・エクセター・アカデミー（1781年創設、アメリカ合衆国ニューハンプシャー州エクセター）
- ディアフィールド・アカデミー（1797年創設、アメリカ合衆国マサチューセッツ州）
- ザ・ローレンスビル・スクール（1810年創設、アメリカ合衆国ニュージャージー州）
- ザ・ヒル・スクール（1851年創設、アメリカ合衆国ペンシルベニア州）
- セント・ポールズ・スクール（1856年創設、アメリカ合衆国ニューハンプシャー州コンコード）
- ザ・ルーミス・チャフィー・スクール（1874年創設、アメリカ合衆国コネチカット州）
- チョート・ローズマリー・ホール（1890年創設、アメリカ合衆国コネチカット州）
- ザ・タフト・スクール（1890年創設、アメリカ合衆国コネチカット州）
- ザ・ホチキス・スクール（1891年創設、アメリカ合衆国コネチカット州）